# Fu Pi
Fu Pi (苻丕) (? – 386.), kurtoazno ime Yongshu (永叔), formalno Car Aiping od (Ranijeg) Qina ((前)秦哀平帝), bio je car kineske/Di države Raniji Qin.  Bio je najstariji sin cara Fu Jiāna, iako ne i krunski princ, s obzirom na to da je tu titulu imao brat Fu Hong (苻宏). Povijesni izvori ga opisuju kao solidnog vojskovođu. Nije sudjelovao u katastrofalnoj bitci na rijeci Fei 383. nakon koje su 384. počeli ustanci pokorenih naroda širom sjeverne Kine. Zbog tih je ustanaka je njegov brat Fu Hong bio prisiljen pronaći utočište na teritoriji južne kineske dinastije Jin, učinivši tako Fu Pija de facto prijestonasljednikom. Fu Pi se carem proglasio 385. nakon što mu je otac Fu Jiān ubijen u sukobu s Yao Changom, osnivačem države Kasniji Qin. Zajedno sa svojim pristašama je nastojao sačuvati jezgru države u današnjoj provinciji Shanxi. Tamo se, međutim, sukobio s novostvorenom državom Zapadni Yan i njenim vladarom Murong Yongom. U tom je sukobu poražen, te je, u nastojanju da nadoknadi izgubljene teritorije, krenuo u sukob s dinastijom Jin. Tada je ubijen od generala Feng Gaija (馮該). Na čelu države ga je naslijedio daleki rođak Fu Deng.
Supruga mu je bila Carica Yang (Aiping).